# Szew podniebienny poprzeczny

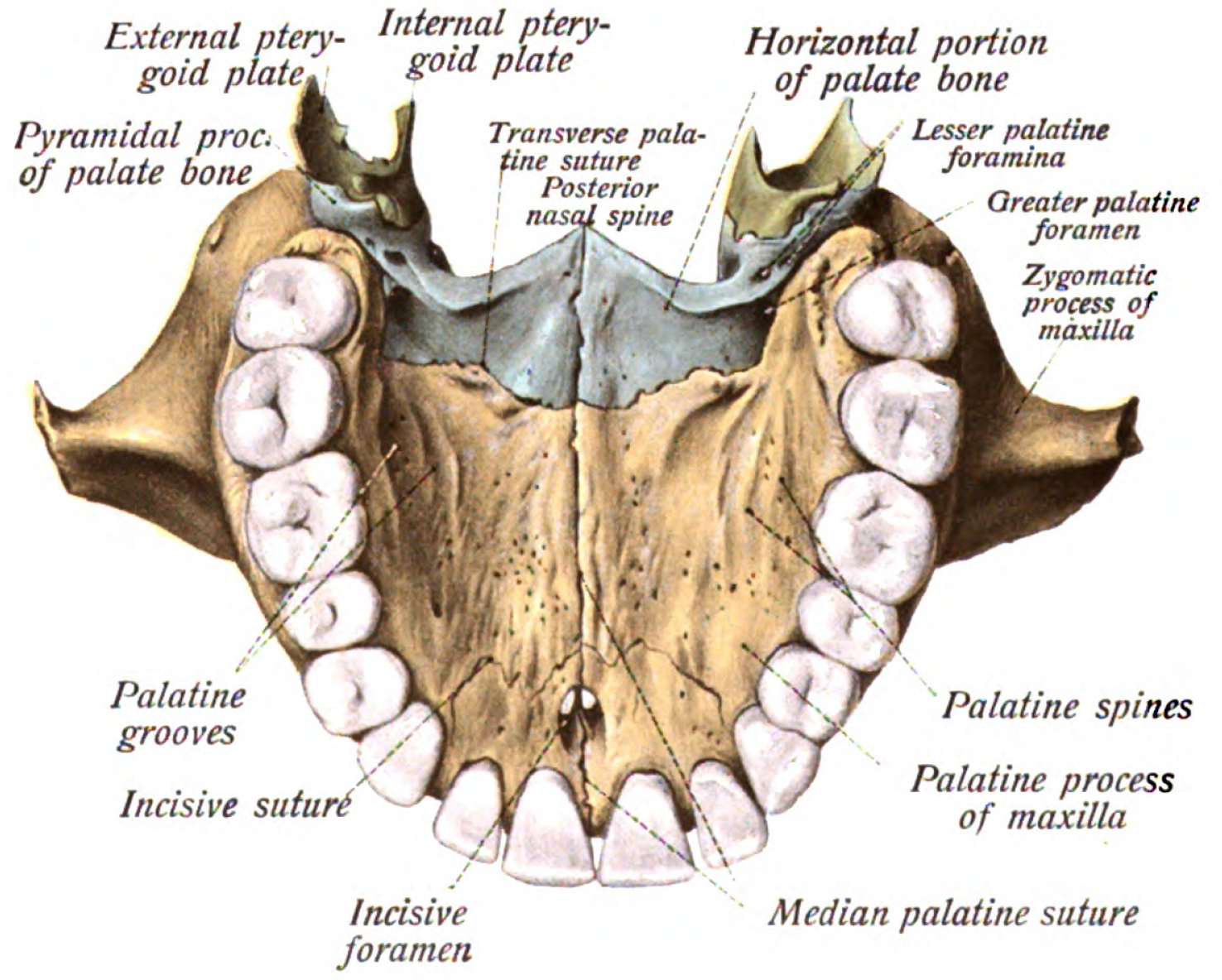
Podniebienie kostne człowieka. Szew podniebienny poprzeczny podpisany Transverse palatine suture

Szew podniebienny poprzeczny (łac. sutura palatina transversa) – jeden ze szwów czaszki kręgowców.
U człowieka szew podniebienny poprzeczny przebiega poprzecznie w tylnej części podniebienia kostnego, łącząc tylne, zazębione brzegi wyrostków podniebiennych szczęk z również zazębionymi brzegami przednimi blaszek poziomych kości podniebiennych.